# Wereldkampioenschap voetbal 1958 (kwalificatie CONMEBOL)
Negen teams van de CONMEBOL deden mee aan de kwalificatie van het Wereldkampioenschap voetbal 1958. Die landen werden in 3 groepen verdeeld (iedere poule dus 3 landen). De groepswinnaars kwalificeerden zich voor het hoofdtoernooi. Het kwalificatietoernooi van de CONMEBOL duurde van 4 december 1960 tot en met 5 november 1961

## Gekwalificeerde landen
| FIFA-lid   | Confederatie | Kwalificatie    | Aantal dln. (inclusief 1958) | Dln. op rij | Eerste dln. | Laatste dln. | Titels (exclusief 1958) | Beste prestatie |
| ---------- | ------------ | --------------- | ---------------------------- | ----------- | ----------- | ------------ | ----------------------- | --------------- |
| Brazilië   | CONMEBOL     | Winnaar groep 1 | 6e                           | 6           | 1930        | 1954         | 0                       | Tweede          |
| Argentinië | CONMEBOL     | Winnaar groep 2 | 3e                           | 1           | 1930        | 1934         | 0                       | Tweede          |
| Paraguay   | CONMEBOL     | Winnaar groep 3 | 3e                           | 1           | 1930        | 1954         | 0                       | Groepsfase      |

## Groepen en wedstrijden
Legenda

### Groep 1
Brazilië had veel moeite met Peru, maar plaatste zich door een doelpunt van spelverdeler Didi. Brazilië ging naar het WK met twee veelbelovende jonge spelers Garrincha en Pelé. Voorlopig namen ze plaats op de reservebank.
| Pos | Land      | Wed            | Win            | Gel            | Ver            | DV             | DT             | +/−            | Pnt            |
| --- | --------- | -------------- | -------------- | -------------- | -------------- | -------------- | -------------- | -------------- | -------------- |
| 1   | Brazilië  | 3              | 2              | 1              | 1              | 0              | 2              | 1              | +1             |
| 2   | Peru      | 1              | 2              | 0              | 1              | 1              | 1              | 2              | –1             |
| —   | Venezuela | teruggetrokken | teruggetrokken | teruggetrokken | teruggetrokken | teruggetrokken | teruggetrokken | teruggetrokken | teruggetrokken |

|               |           |       |           |                                            |
| 13 april 1957 | Peru      | 1 – 1 | Brazilië  | Lima, Peru Scheidsrechter: Rodriguez (URU) |
| 13 april 1957 | Terry 38' |       | 47' Índio | Lima, Peru Scheidsrechter: Rodriguez (URU) |

|               |          |       |      |                                                       |
| 21 april 1957 | Brazilië | 1 – 0 | Peru | Rio de Janeiro, Brazilië Scheidsrechter: Marino (URU) |
| 21 april 1957 | Didi 11' |       |      | Rio de Janeiro, Brazilië Scheidsrechter: Marino (URU) |

### Groep 2
| Pos | Land       | Wed | Win | Gel | Ver | DV | DT | +/− | Pnt |
| --- | ---------- | --- | --- | --- | --- | -- | -- | --- | --- |
| 1   | Argentinië | 6   | 4   | 3   | 0   | 1  | 10 | 2   | +8  |
| 2   | Bolivia    | 4   | 4   | 2   | 0   | 2  | 6  | 6   | 0   |
| 3   | Chili      | 2   | 4   | 1   | 0   | 3  | 2  | 10  | –8  |

|                   |                      |       |           |                                                |
| 22 september 1957 | Chili                | 2 – 1 | Bolivia   | Santiago, Chili Scheidsrechter: Wyssling (SUI) |
| 22 september 1957 | Díaz 62' Ramírez 68' |       | 36' Alcón | Santiago, Chili Scheidsrechter: Wyssling (SUI) |

|                   |                             |       |       |                                                |
| 29 september 1957 | Bolivia                     | 3 – 0 | Chili | La Paz, Bolivia Scheidsrechter: Wyssling (SUI) |
| 29 september 1957 | García 30' Alcócer 70', 86' |       |       | La Paz, Bolivia Scheidsrechter: Wyssling (SUI) |

|                |                         |       |            |                                                |
| 6 oktober 1957 | Bolivia                 | 2 – 0 | Argentinië | La Paz, Bolivia Scheidsrechter: Wyssling (SUI) |
| 6 oktober 1957 | Alcócer 13' Ramírez 75' |       |            | La Paz, Bolivia Scheidsrechter: Wyssling (SUI) |

|                 |       |                        |            |                                                |
| 13 oktober 1957 | Chili | 0 – 2                  | Argentinië | Santiago, Chili Scheidsrechter: Wyssling (SUI) |
| 13 oktober 1957 |       | 40' Menéndez 61' Conde |            | Santiago, Chili Scheidsrechter: Wyssling (SUI) |

|                 |                                          |       |       |                                                         |
| 20 oktober 1957 | Argentinië                               | 4 – 0 | Chili | Buenos Aires, Argentinië Scheidsrechter: Wyssling (SUI) |
| 20 oktober 1957 | Corbatta 1', 41' Menéndez 13' Zárate 45' |       |       | Buenos Aires, Argentinië Scheidsrechter: Wyssling (SUI) |

|                 |                                               |       |         |                                                         |
| 27 oktober 1957 | Argentinië                                    | 4 – 0 | Bolivia | Buenos Aires, Argentinië Scheidsrechter: Wyssling (SUI) |
| 27 oktober 1957 | Zárate 8' Corbatta 62' Prado 63' Menéndez 64' |       |         | Buenos Aires, Argentinië Scheidsrechter: Wyssling (SUI) |

### Groep 3
Een opvallende uitslag was de uitschakeling van tweevoudig wereldkampioen Uruguay. Paraguay won het beslissende duel met 5-0.
| Pos | Land     | Wed | Win | Gel | Ver | DV | DT | +/− | Pnt |
| --- | -------- | --- | --- | --- | --- | -- | -- | --- | --- |
| 1   | Paraguay | 6   | 4   | 3   | 0   | 1  | 11 | 4   | +7  |
| 2   | Uruguay  | 5   | 4   | 2   | 1   | 1  | 4  | 6   | –2  |
| 3   | Colombia | 1   | 4   | 0   | 1   | 3  | 3  | 8   | –5  |

|              |            |       |             |                                                |
| 16 juni 1957 | Colombia   | 1 – 1 | Uruguay     | Bogota, Colombia Scheidsrechter: Husband (ENG) |
| 16 juni 1957 | Arango 15' |       | 46' Ambrois | Bogota, Colombia Scheidsrechter: Husband (ENG) |

|              |                        |       |                                     |                                                |
| 20 juni 1957 | Colombia               | 2 – 3 | Paraguay                            | Bogota, Colombia Scheidsrechter: Husband (ENG) |
| 20 juni 1957 | Gutiérrez 10' Díaz 89' |       | 34' A. Jara 68' Agüero 88' Aguilera | Bogota, Colombia Scheidsrechter: Husband (ENG) |

|              |                   |       |          |                                                   |
| 30 juni 1957 | Uruguay           | 1 – 0 | Colombia | Montevideo, Uruguay Scheidsrechter: Husband (ENG) |
| 30 juni 1957 | Míguez 89' (pen.) |       |          | Montevideo, Uruguay Scheidsrechter: Husband (ENG) |

|             |                             |       |          |                                                  |
| 7 juli 1957 | Paraguay                    | 3 – 0 | Colombia | Asunción, Paraguay Scheidsrechter: Husband (ENG) |
| 7 juli 1957 | E. Jara 11', 77' Agüero 27' |       |          | Asunción, Paraguay Scheidsrechter: Husband (ENG) |

|              |                                              |       |         |                                                  |
| 14 juli 1957 | Paraguay                                     | 5 – 0 | Uruguay | Asunción, Paraguay Scheidsrechter: Husband (ENG) |
| 14 juli 1957 | Amarilla 5', 48', 57' A. Jara 88' Agüero 90' |       |         | Asunción, Paraguay Scheidsrechter: Husband (ENG) |

|              |                         |       |          |                                                   |
| 28 juli 1957 | Uruguay                 | 2 – 0 | Paraguay | Montevideo, Uruguay Scheidsrechter: Husband (ENG) |
| 28 juli 1957 | Benítez 8' Martínez 88' |       |          | Montevideo, Uruguay Scheidsrechter: Husband (ENG) |